# Tevehátú púposszövő
A tevehátú púposszövő (Notodonta dromedarius) a rovarok (Insecta) osztályának a lepkék (Lepidoptera) rendjébe, ezen belül a púposszövők (Notodontidae) családjába tartozó faj.

## Előfordulása
A tevehátú púposszövő előfordulási területe Közép- és Észak-Európa, egészen Ázsia középső részéig. Az elterjedési területén gyakorinak számít.

## Megjelenése
A szárnyfesztávolsága 40–50 milliméter. A hernyó hátán több dudoros kinövés is látható.

## Életmódja
Főleg a nedves nyírfaerdőket (Betula) választja élőhelyül. A hernyó tápnövényei a következők: nyír, éger (Alnus), tölgy (Quercus) és mogyoró (Corylus). A nyár végén a hernyó bebábozódik, és ily módon vészeli át a telet. Az imágó késő tavasztól egészen a nyár közepéig repül.

## Források

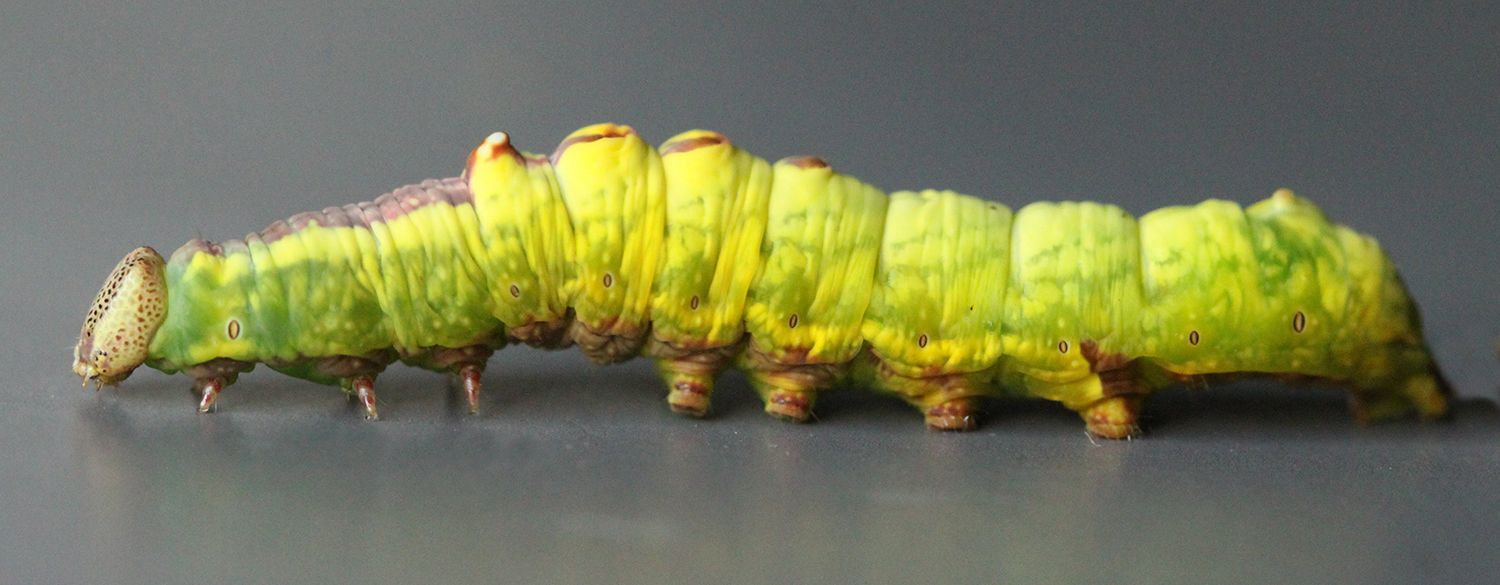
A hernyója